# محمد الحارثی
محمد الحارثی (انگلیسی: Mohammed Al-Harthi؛ زادهٔ ۱۲ اوت ۱۹۹۴) یک ورزشکار است.
وی همچنین در تیم ملی فوتبال Saudi Arabia U23 بازی کرده است.